# Manuel Alhama Orenes
Manuel Alhama Orenes (Murcia, 1973) es un diplomático español. Ejerce como embajador de España en Letonia, desde 2022.

## Biografía
Manuel nació en el año de 1973, en la ciudad española de Murcia.
Tras concluir sus estudios en el Instituto de Educación Secundaria Alfonso X el Sabio, ingresó a la Universidad de Murcia donde obtuvo las licenciaturas en Derecho y Ciencias Políticas y Sociología.
Casado con la escritora Viviana Fernández-Pico y padre de dos hijos: Otto y Alejo.

### Carrera diplomática
En 2004, ingresó en la carrera diplomática.
Ha estado destinado en las representaciones diplomáticas de España en: Puerto Príncipe (Haití), Luxemburgo y Ginebra, donde fue consejero ante el Consejo de Derechos Humanos de las Naciones Unidas (2010-2013).
En el Ministerio de Asuntos Exteriores, Unión Europea y Cooperación ha sido vocal asesor de la Secretaría de Estado de Cooperación Internacional, y consejero técnico en la Subdirección General de Asuntos Migratorios.
En el Ministerio del Interior fue vocal asesor de Asuntos Europeos (2014-2016), y subdirector general de Relaciones Internacionales, Inmigración y Extranjería (2016-2022).
Es embajador de España en Letonia (desde 2022).